# 曼尼·艾瓦爾
曼努埃爾·安東尼奧·艾瓦爾（西班牙語：Manuel Antonio Aybar，1972年5月4日—），多明尼加籍棒球運動員，主要擔任中繼投手，投球和打擊的慣用手都是右手。他曾經在大聯盟打了8個球季；從1997年至2003年及2005年，分別效力於聖路易紅雀、科羅拉多洛磯、辛辛那提紅人、佛羅里達馬林魚、芝加哥小熊、舊金山巨人和紐約大都會隊。2004年，艾瓦爾曾短暫到台灣打球，加入中華職棒統一獅隊，使用的登錄名為「捷豹」。2006年，他還效力過韓國職棒LG雙子隊，但因手肘受傷而無出賽成績。

## 職業生涯

### 聖路易紅雀
1991年10月21日，艾瓦爾以業餘自由球員身分與聖路易紅雀隊簽約，當時的守備位置是游擊手。1993年，他棄打從投，轉往投手發展。1994年球季，改練投手的艾瓦爾從小聯盟新人聯盟中亞利桑那聯盟的亞利桑那聯盟紅雀隊起步。經過3個球季的磨練，1997年8月4日，25歲的艾瓦爾首度升上大聯盟；先發上場面對紐約大都會隊，主投5又1/3局失掉4分，被打出7支安打、投出4次三振和2次四壞球保送，其中包含蘭斯·強森的2支三壘安打，吞下敗投。他在新人球季出賽12場，繳出2勝4敗、防禦率4.24的成績。
1998年球季，艾瓦爾則繳出6勝6敗、防禦率5.98的成績；值得一提的是，他在3A的曼菲斯紅鳥隊，有著10勝0敗、防禦率2.60的驚人成績。當好友荷西·奧力偉在1997年12月22日因車禍逝世後，他在球帽寫上「123」來紀念奧力偉；但在一場對聖地牙哥教士隊的比賽，教士隊總教練布魯斯·波奇向裁判抗議這違反了球衣規定。
1999年，艾瓦爾的角色定位開始由先發轉為後援投手；整季出賽65場，其中有64場是後援，97局的投球中，繳出4勝5敗12中繼3救援、防禦率5.47、三振74次的成績。出賽場次、投球局數、中繼成功、救援成功和三振都是生涯最佳。球季結束後，紅雀隊將他、投手里奇·克羅雪爾、內野手布倫特·巴特勒和投手荷西·希門尼斯交易到科羅拉多洛磯隊，換取3名投手路德·海克曼、達里爾·凱爾和戴夫·韋雷斯。艾瓦爾在紅雀隊總計出賽97場，繳出12勝15敗12中繼3救援、防禦率5.30、三振172次的成績。離開紅雀隊後，他成為大聯盟的浪人；接下來的5個球季，效力過6支球隊，還曾經到台灣和韓國打球。

### 科羅拉多洛磯
交易到洛磯隊後，艾瓦爾只投了1場比賽；面對亞特蘭大勇士隊後援1又2/3局失掉3分，被打出5支安打，包含被安德列斯·賈拉拉加轟出的逆轉三分全壘打；洛磯隊最終以6比9落敗，他則是承擔敗投。2000年4月7日，洛磯隊將艾瓦爾交易到辛辛那提紅人隊，以換取投手加布·懷特。

### 辛辛那提紅人
來到辛辛那提後，艾瓦爾也只停留半個球季；2000年7月26日，紅人隊將他交易到佛羅里達馬林魚隊，以換取小聯盟球員荷黑·科爾多瓦（Jorge Cordova）。艾瓦爾在紅人隊總計出賽32場，留下1勝1敗1中繼、防禦率4.83的成績。

### 佛羅里達馬林魚
艾瓦爾在佛羅里達度過2000年剩餘的球季；隔年的3月30日，又被交易到芝加哥小熊隊，以換取投手奧斯瓦爾多·邁雷納；這也是他在16個月內效力的第5支球隊。艾瓦爾在馬林魚隊總計出賽21場，繳出1勝0敗、防禦率2.63的成績。

### 芝加哥小熊
交易到芝加哥後；2001年4月29日，艾瓦爾客場先發對戰舊金山巨人隊，主投5局只失掉1分，被打出2支安打、投出4次三振和1次四壞球保送，唯一的自責分是貝瑞·邦茲所擊出的陽春全壘打；終場小熊隊以11比2大勝巨人隊，這也是他離開紅雀隊後，唯一一次領銜先發。7月27日，小熊隊將艾瓦爾和日後指定球員交易到坦帕灣魔鬼魚隊，以換取一壘手弗瑞德·麥葛里夫。8月6日，小熊隊再將日後指定球員的內野手傑森·史密斯送到魔鬼魚隊，完成這筆球員交易。他在17場比賽中投出2勝1敗2中繼、防禦率6.35的表現。
來到魔鬼魚隊後，艾瓦爾都待在小聯盟3A，沒有大聯盟的出賽紀錄；球季結束後，他成為自由球員。

### 舊金山巨人
2002年2月5日，艾瓦爾與巨人隊簽約；整季出賽15場，繳出1勝1中繼、防禦率2.51的成績。這個球季，巨人隊以外卡身分進入季後賽，首先在國家聯盟分區賽遭遇亞特蘭大勇士隊。他後援出賽2場，2又2/3局的投球中失掉2分；最終巨人隊以3勝2負淘汰勇士隊。巨人隊在季後賽過關斬將、一路殺進到世界大賽；與安那罕天使隊鏖戰7場後，以3勝4負無緣2002年世界大賽冠軍。球季結束後，他再度成為自由球員。
2003年1月24日，亞利桑那響尾蛇隊與艾瓦爾簽約；3月21日，他遭到響尾蛇隊釋出。3月25日，前東家巨人隊再度與艾瓦爾簽約；但他僅出賽3場，球季結束後，成為自由球員。

### 統一獅
2004年，艾瓦爾還到台灣打球，效力中華職業棒球大聯盟的統一獅隊，使用的登錄名為「捷豹」。3月14日，他首度在中職先發面對La New熊隊，主投6局僅被打出5支安打和投出8次三振，失掉5分、但僅1分自責分，順利拿下勝投；此戰獅隊以6比5擊敗熊隊，達成隊史第700勝，獨步中職。第2場先發則在3月20日面對兄弟象隊，主投7又1/3局失掉2分，被打出7支安打和投出4次三振，帶領獅隊以7比2擊敗象隊，拿下第2勝。
但是，獲得2連勝的艾瓦爾以太太生產和祖母生病兩個理由向統一球團請假，卻在返國後沒有再回到台灣來。短暫的台灣行，留下2勝0敗、防禦率2.03、三振12次的成績。

### 紐約大都會
2005年7月1日，艾瓦爾與紐約大都會隊簽約，22場比賽中繳出防禦率6.04的成績。球季結束後，他未獲球隊續約，成為自由球員，並未再上過大聯盟。

### LG雙子
2006年，艾瓦爾再度來到亞洲尋找機會，這次加入的是韓國職棒的LG雙子隊。但是由於手肘受傷，他沒有為雙子隊投任何一場球就遭到球隊釋出。
2010年球季，艾瓦爾還曾效力墨西哥棒球聯盟的奇瓦瓦黃金隊。

## 教練生涯
2015年，艾瓦爾曾擔任小聯盟新人聯盟中多明尼加夏季聯盟博卡奇卡南區的多明尼加夏季聯盟大都會一隊的投手教練。他也是該年舉辦的首屆世界棒球12強賽多明尼加棒球代表隊的教練團成員。

## 職棒生涯成績
美國職棒成績：
| 年度 | 球隊 | 勝場 | 敗場 | 防禦率 | 場次 | 先發 | 完投 | 完封 | 中繼 | 救援 | 局數  | 被安打 | 被全壘打 | 四壞 | 奪三振 | WHIP |
| 1997 | STL  | 2    | 4    | 4.24   | 12   | 12   | 0    | 0    | 0    | 0    | 68.0  | 66     | 8        | 29   | 41     | 1.40 |
| 1998 | STL  | 6    | 6    | 5.98   | 20   | 14   | 0    | 0    | 0    | 0    | 81.1  | 90     | 6        | 42   | 57     | 1.62 |
| 1999 | STL  | 4    | 5    | 5.47   | 65   | 1    | 0    | 0    | 12   | 3    | 97.0  | 104    | 13       | 36   | 74     | 1.44 |
| 2000 | COL  | 0    | 1    | 16.20  | 1    | 0    | 0    | 0    | 0    | 0    | 1.2   | 5      | 1        | 0    | 0      | 3.00 |
| 2000 | CIN  | 1    | 1    | 4.83   | 32   | 0    | 0    | 0    | 1    | 0    | 50.1  | 51     | 7        | 22   | 31     | 1.45 |
| 2000 | FLA  | 1    | 0    | 2.63   | 21   | 0    | 0    | 0    | 0    | 0    | 27.1  | 18     | 3        | 13   | 14     | 1.13 |
| 2000 | 合計 | 2    | 2    | 4.31   | 54   | 0    | 0    | 0    | 1    | 0    | 79.1  | 74     | 11       | 35   | 45     | 1.37 |
| 2001 | CHC  | 2    | 1    | 6.35   | 17   | 1    | 0    | 0    | 2    | 0    | 22.2  | 28     | 5        | 17   | 16     | 1.99 |
| 2002 | SFG  | 1    | 0    | 2.51   | 15   | 0    | 0    | 0    | 1    | 0    | 14.1  | 16     | 1        | 3    | 11     | 1.33 |
| 2003 | SFG  | 0    | 0    | 6.00   | 3    | 0    | 0    | 0    | 0    | 0    | 3.0   | 4      | 1        | 3    | 2      | 2.33 |
| 2005 | NYM  | 0    | 0    | 6.04   | 22   | 0    | 0    | 0    | 2    | 0    | 25.1  | 31     | 4        | 7    | 27     | 1.50 |
| 8年  | 8年  | 17   | 18   | 5.11   | 208  | 28   | 0    | 0    | 18   | 3    | 391.0 | 413    | 49       | 172  | 273    | 1.50 |

中華職棒成績：
| 年度 | 球隊   | 勝場 | 敗場 | 防禦率 | 場次 | 先發 | 完投 | 完封 | 中繼 | 救援 | 局數 | 被安打 | 被全壘打 | 四壞 | 奪三振 | WHIP |
| 2004 | 統一獅 | 2    | 0    | 2.03   | 2    | 2    | 0    | 0    | 0    | 0    | 13.1 | 12     | 0        | 5    | 12     | 1.28 |
| 1年  | 1年    | 2    | 0    | 2.03   | 2    | 2    | 0    | 0    | 0    | 0    | 13.1 | 12     | 0        | 5    | 12     | 1.28 |

## 外部連結
- 曼尼·艾瓦爾在美國職棒官網（英语）
- 曼尼·艾瓦爾在中華職棒官網
- 曼尼·艾瓦爾在Baseball-Reference.com（大聯盟）（英语）
- 曼尼·艾瓦爾在Baseball-Reference.com（小聯盟以及海外聯盟）（英语）
- 曼尼·艾瓦爾在ESPN（MLB）（英语）
- 曼尼·艾瓦爾在FanGraphs.com（英语）
- 曼尼·艾瓦爾在Retrosheet（英语）
- 曼尼·艾瓦爾在The Baseball Cube（英语）